# Nothofagus pumilio
La lenga, roble de Tierra del Fuego, haya austral o roble blanco,  (Nothofagus pumilio),  es un árbol de la familia de las Nothofagaceae (o de la familia Fagaceae según otra clasificación). Es una especie representativa del bosque andino patagónico del sur de Argentina y de Chile. Crece desde la región del Maule a Magallanes en Chile, abarcando desde los 35 a 56° Lat. S. y desde Neuquén hasta Tierra del Fuego en Argentina.

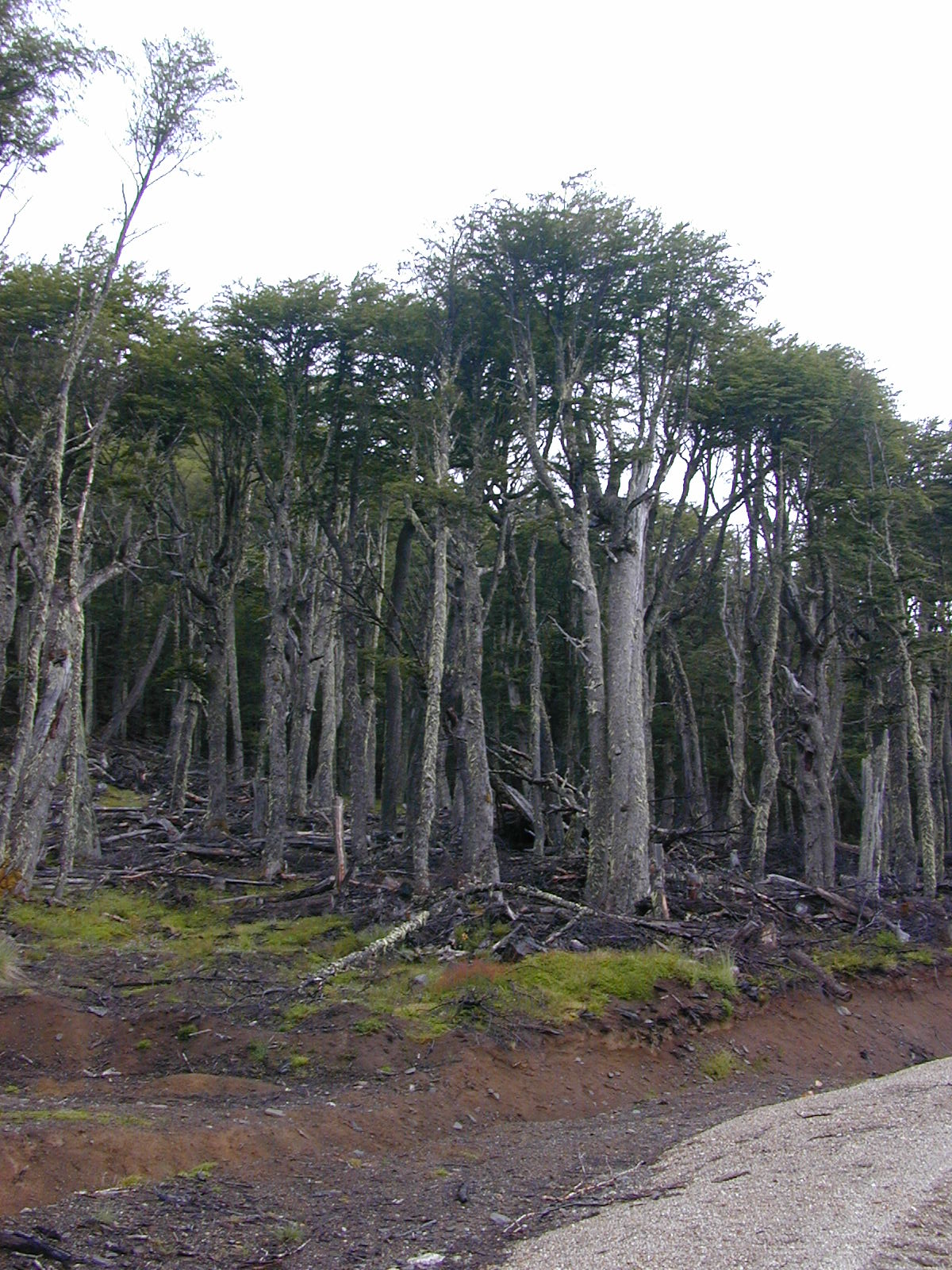
Bosque de lengas de altura en la Región de Aysén, Chile.

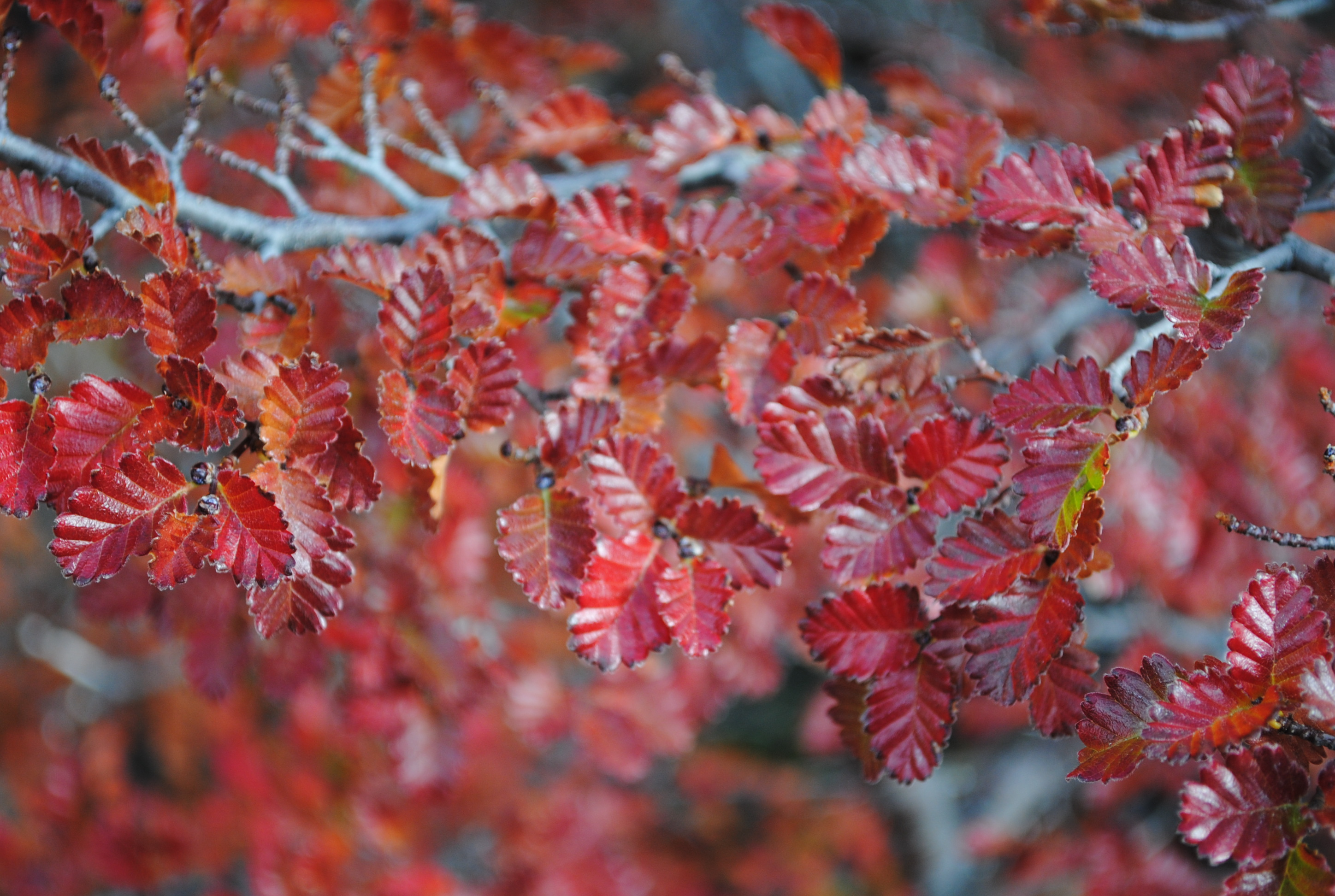
Follaje otoñal de Lenga en el Cerro Catedral, Bariloche, Argentina.

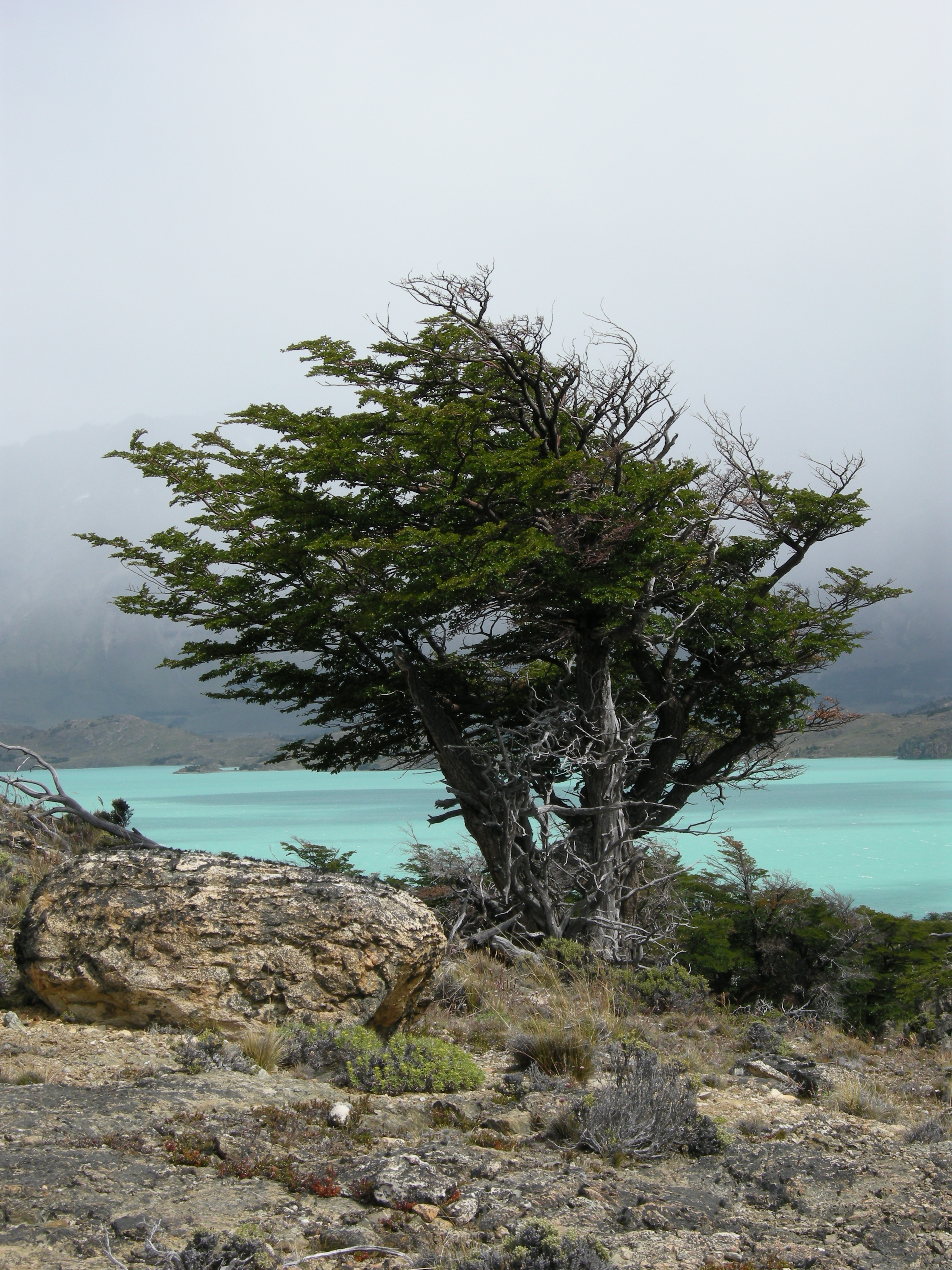
Vista del árbol

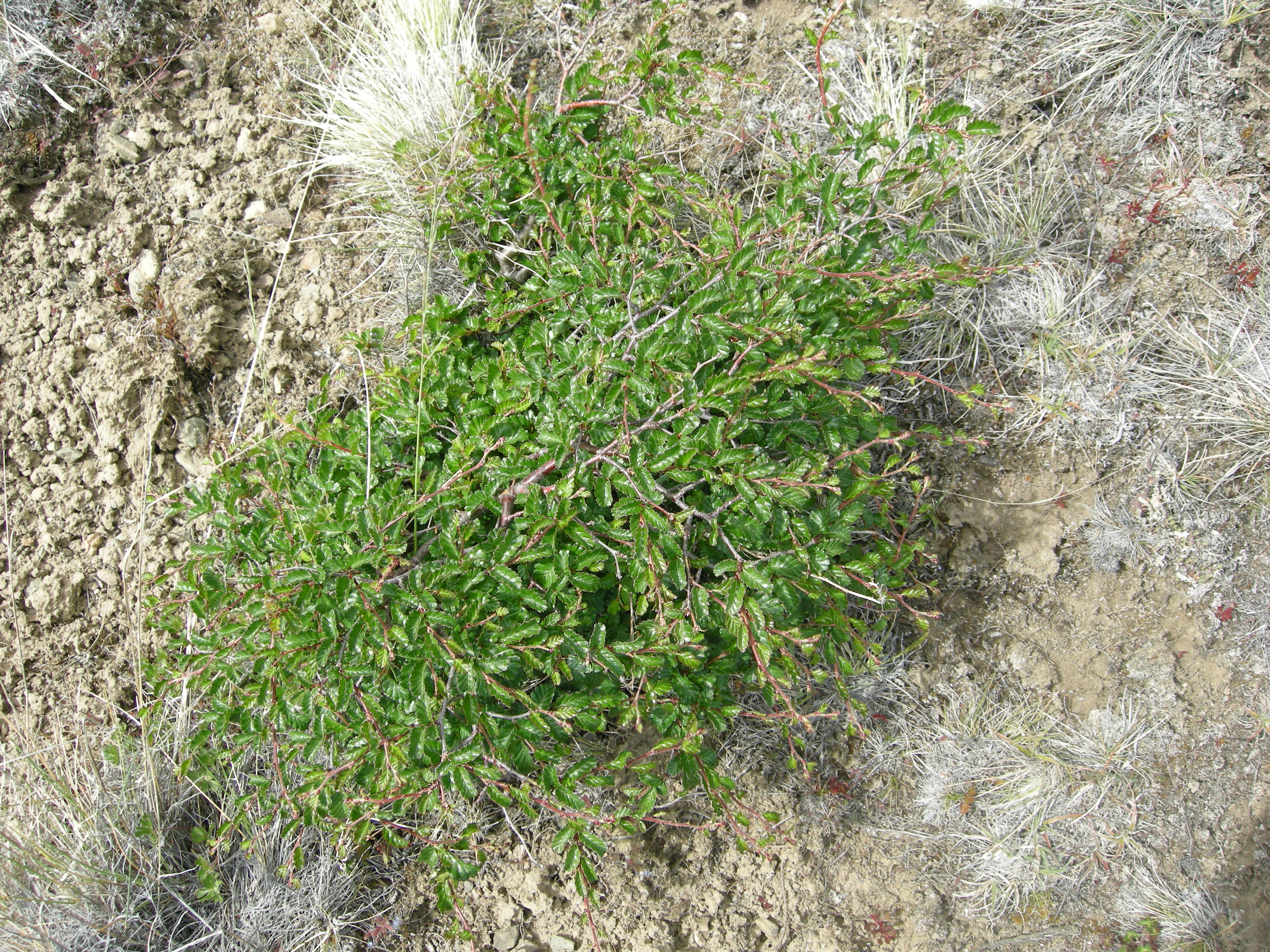
Planta joven

## Descripción
Sus hojas son caducas, de 2 a 4 cm de largo, de color verde oscuro, tienen forma redondeada o elíptica y el borde crenado, distinguiéndose dos crenas entre nervaduras. En otoño se tornan amarillas y rojas. El fruto es una pequeña semilla de 4 a 7 mm de largo.
Dependiendo del sitio donde crezca puede alcanzar más de 30 m de altura y diámetros que pueden llegar a superar 1 metro.  Cuando crece a grandes alturas, cerca del límite de las nieves, solo se presenta como un arbusto mediano (lenga achaparrada).

## Distribución
Habita en el sur de la cordillera de los Andes, en suelos volcánicos en las laderas de las montañas y también en los suelos delgados del sur de la isla Grande de Tierra del Fuego. Puede tolerar −20 °C y heladas todos los meses del año. Se recupera después de incendios. 
Su tamaño también es menguado por el ataque de una planta parásita del género Misodendrum.
En Argentina, varios parques nacionales en la zona de la cordillera de los Andes conservan ejemplares en abundancia: 
- Parque nacional Lanín
- Parque nacional Los Alerces
- Parque nacional Nahuel Huapi
- Parque nacional Tierra del Fuego
- Parque nacional Los Glaciares

En Chile crece en la cordillera andina desde la VII a la XII región y en la cordillera de la Costa desde la IX a X región. Su estado de conservación en la zona de estudio está fuera de peligro.

## Cultivo
Ha sido introducida en Escocia como ornamental y se desarrolla satisfactoriamente, dada la cierta similitud en el clima de ambas regiones.

## Usos
La madera de la lenga es de buena calidad, durabilidad moderada y fácil de trabajar. Se utiliza para la elaboración de muebles, tejas y en construcción y, a veces, también como sustituto del cerezo negro americano (Prunus serotina) en la fabricación de armarios.

## Gestión forestal
Numerosas propuestas silvícolas se han definido desde principios del siglo XX hasta la actualidad para incorporar a la lenga dentro de un manejo forestal sostenible. 
Para la lenga en Tierra del Fuego se utilizan principalmente las llamadas «cortas de protección», que es el método más difundido en la actualidad para la cosecha inicial de bosques primarios. Se abre el bosque dejando un remanente durante el tiempo necesario (10 a 20 años) para lograr la regeneración natural hasta una altura media de 50-75 cm. Posteriormente, la corta final elimina el resto. Las plántulas de lenga tienen una extraordinaria capacidad de adaptación a cambios en el medio ambiente, permitiendo la recuperación de la estructura forestal de los rodales frente otras propuestas silvícolas.
Otro método de conservación es la «retención variable», que consiste en dejar parte del bosque original en forma de agregados circulares sistemáticos (uno por hectárea de 30 m de radio) manteniendo el suelo y el sotobosque sin impacto de caminos ni maquinarias, con retención dispersa de árboles vivos entre los agregados.
Anteriormente se usaron con las Lengas sistemas como las llamadas «cortas en bosquetes» que se basan en parámetros económicos definidos exclusivamente por parámetros forestales (rendimiento y crecimiento) sin incluir aquellos de conservación. Esto implica que en el largo plazo se cosechen todos los árboles del rodal.

## Taxonomía
Nothofagus pumilio fue descrita por (Poepp. & Endl.) Krasser y publicado en Annalen des K. K. Naturhistorischen Hofmuseums 11: 161. 1896.
Etimología
Nothofagus: nombre genérico compuesto de notho = "falso" y Fagus = "haya", nombrándolo como "falsa haya".
pumilio: epíteto latíno que significa "enana"
Sinonimia
- Calusparassus pumilio (Poepp. & Endl.) Hombr. & Jacquinot ex Decne.
- Fagus antarctica var. bicrenata A.DC.
- Fagus antarctica var. pumilio (Poepp. & Endl.) Kuntze
- Fagus pumilio Poepp. & Endl.	basónimo
- Nothofagus pumilio (Poepp. & Endl.) Reiche[7][8]